# UNIV
UNIV – międzynarodowy kongres i spotkanie studentów, które od 1968 odbywa się co roku w Rzymie, w czasie Wielkiego Tygodnia. Uczestniczy w nim parę tysięcy osób z całego świata.

## Formuła i przebieg
UNIV można rozumieć w węższym i szerszym znaczeniu:
- (znaczenie węższe) UNIV jako Kongres naukowy (forum akademickie), które odbywa się w Wielki Wtorek, na które składają się wykłady, debaty i sesje naukowe;
- (znaczenie szersze) UNIV jako spotkanie studenckie trwające cały Wielki Tydzień, którego głównymi punktami jest Kongres naukowy UNIV, a także audiencja z Ojcem Świętym, spotkanie z Prałatem Opus Dei, uczestnictwo w liturgii Wielkiego Tygodnia, od Niedzieli Palmowej aż do Niedzieli Wielkanocnej.

Studenci uczestniczący w UNIVie przygotowują się do kongresu od początku roku akademickiego, przygotowując nań prace naukowe (wykłady, artykuły, także plakaty i filmy). Tworzenie prac nadzorują pracownicy naukowi ich macierzystych uczelni.
Sam kongres odbywa się w Wielkim Tygodniu, na Uniwersytecie św. Krzyża w Rzymie. Część wykładów prowadzą profesjonaliści z różnych branż, a część sami studenci.

## Cel
Celem kongresu jest zastanowienie się nad kwestiami społecznymi, wyzwaniami stojącymi przed światem, przez pryzmat spójnej wiary chrześcijańskiej, podkreślając ducha służby dla tych, którzy są w potrzebie.

## Historia
UNIV jest organizowany od 1968 roku przez ICU (Institute for University Cooperation), stowarzyszenie z siedzibą w Rzymie. Pierwsze spotkania UNIV zostały zorganizowane z inicjatywy św. Josemarii Escrivy de Balaguera, założyciela Opus Dei.
Nieprzypadkowo miejscem spotkań jest Rzym. Kongres odbywa się w „sercu” chrześcijańskiego świata, w którym studenci mogą ujrzeć powszechność i jedność Kościoła katolickiego.

### Tematy kolejnych Kongresów UNIV
- 1968 University Autonomy and Society
- 1969 Self-government of the university
- 1970 The Democratization of the University
- 1971 Student-Professor Relations in European Universities
- 1972 Responsibility for the university in a society in crisis
- 1973 Conformity or Creativity: A Dilema for the University
- 1974 Ideologies and Culture in the European University
- 1975 Cultural limits of the technological civilization
- 1976 In Spite of Everything, Europeans
- 1977 The Foundation of the Future
- 1978 Man in urban culture
- 1979 Towards a Humane City
- 1980 The End of Man and the Future of the University
- 1981 Science and sense of man
- 1982 Quality in Study, Quality in Life
- 1983 Study as Work
- 1984 The social value of professional work
- 1985 Today’s Youth and the Society of the Future
- 1986 The Cultural Foundations of a Project for Peace
- 1987 Global civilization and human culture
- 1988 Dignity and Progress
- 1989 Revolution, Dignity, Solidarity
- 1990 Creativity in the 90's
- 1991 The Discovery of a New World
- 1992 A Possible Peace, A Challenge for the University
- 1993 Suffering and happiness
- 1994 Family and Development
- 1995 Work: Inventing the Future
- 1996 Communication: learning to live
- 1997 Multi-Cultural Society: Competition and Cooperation
- 1998 Human Progress and Human Rights
- 1999 Solidarity and Citizenship: Challenges for the University of the New Century
- 2000 The Image of Man 2000 Years On
- 2001 The Human Face in a Global World
- 2002 Study, Work, Service
- 2003 Constructing Peace in the 21st Century
- 2004 Projecting Culture: The Language of Advertising
- 2005 Projecting Culture: The Language of Music
- 2006 Projecting Culture: the Language of the Media
- 2007 Being, Appearing and Communicating: Lifestyles and Role Models in Film and Television
- 2008 Being, Appearing, and Communicating: Entertainment and Happiness in a Multi-Medial Society
- 2009 Universitas, Knowledge without limits
- 2010 Can Christianity inspire a global culture?[2]
- 2020 Spotkanie nie odbyło się z powodu pandemii COVID-19[3]

## Papieże i UNIV

### Paweł VI i UNIV
Papież Paweł VI spotykał się ze studentami z UNIVu 11 razy, co roku, aż do śmierci. Za każdym razem kierował do nich specjalne słowa.

### Jan Paweł II i UNIV
Jan Paweł II bardzo chętnie spotykał się z młodzieżą zgromadzoną na UNIVie. Zawsze, podobnie jak jego poprzednik Paweł VI, kierował do nich osobiste słowa. Od 1979 roku spotkania odbywały się w Niedzielę Wielkanocną, potem (aż do 2004 r.) termin spotkań został przesunięty na Wielki Poniedziałek. W 2005, dwa tygodnie przed śmiercią Jana Pawła II, papież nie był w stanie spotkać się z młodzieżą, ale przekazał im swoje słowa, które odczytał jeden z biskupów.
Na spotkaniach UNIV Jan Paweł II nawiązywał szybko bardzo bezpośredni kontakt z młodzieżą z całego świata, rozmawiając z nimi w wielu językach i słuchając ich opowieści. Studenci w kolejnych latach przygotowywali na tę okazję specjalny program artystyczny, włącznie z występami komicznymi. Nic nie powodowało takiego śmiechu papieża, jak występy hiszpańskiego clowna.

### Benedykt XVI i UNIV
Benedykt XVI podtrzymał zwyczaj poprzednich papieży, polegający na przyjęciu młodzieży z Kongresu UNIV na specjalnej audiencji. W roku 2006 spotkanie miało miejsce w Auli Pawła VI, a w 2007 na Placu św. Piotra.
W 2008 roku uczestnicy kongresu uczestniczyli w specjalnej audiencji z Benedyktem XVI w bazylice św. Piotra. Studenci wypełnili niemal cały kościół. O wydarzeniu doniosły katolickie agencje prasowe, w Polsce m.in. Opoka.

## Incontro Romano
Inicjatywą, która wypłynęła ze spotkań UNIV, jest Incontro Romano. Incontro Romano jest także międzynarodowym forum, które odbywa się w Rzymie, co roku, podczas Wielkiego Tygodnia. Celem forum jest pogłębienie aktualnych tematów kulturalnych i społecznych oraz podkreślenie wagi zawodów z zakresu usług.
Incontro Romano jest organizowane przez Associazione Centro ELIS, stowarzyszenie zarejestrowane we Włoszech. Powstało w 1991 z inicjatywy bpa Alvaro Del Portillo, prałata Opus Dei. W 2007 w Incontro Romano uczestniczyło 280 osób.